# SV 발트호프 만하임 II
SV 발트호프 만하임 II(독일어: SV Waldhof Mannheim II)는 독일의 축구 클럽이다. 또한 SV 발트호프 만하임의 리저브팀으로 활동 중이다.